# American Horror Story: Apocalypse
American Horror Story: Apocalypse é a oitava temporada da série de televisão American Horror Story, do FX. A temporada estreou em 12 de setembro de 2018 e terminou em 14 de novembro de 2018.
Os membros do elenco que retornaram de temporadas anteriores incluem Sarah Paulson, Evan Peters, Adina Porter, Billie Lourd, Leslie Grossman, Emma Roberts, Cheyenne Jackson e Kathy Bates, junto com o novo membro de elenco Cody Fern.

## Sinopse
Apocalypse se passa na Costa Oeste dos Estados Unidos em um futuro próximo. Após uma explosão nuclear que destrói o mundo, o Posto 3, um abrigo subterrâneo, é construído para abrigar sobreviventes específicos que possuem forte composição genética. Wilhemina Venable e Miriam Mead comandam o abrigo, causando tortura àqueles que residem lá. As pessoas no local são o cabeleireiro Sr. Gallant, sua avó, Evie, a bilionária Coco St. Pierre Vanderbilt e sua assistente, Mallory, assim como novas adições, Timothy Campbell e Emily, que enfrentam a ira das duas mulheres. No entanto, Michael Langdon, o Anticristo, chega e começa a transformar a ordem em caos, pois pretende levar os merecedores para um "santuário".

## Elenco e personagens

### Principal
- Sarah Paulson como Wilhemina Venable, Cordelia Goode e Billie Dean Howard
- Evan Peters como Sr. Gallant, James Patrick March, Tate Langdon e Jeff Pfister
- Adina Porter como Dinah Stevens
- Billie Lourd como Mallory
- Leslie Grossman como Coco St. Pierre Vanderbilt
- Cody Fern como Michael Langdon
- Emma Roberts como Madison Montgomery
- Cheyenne Jackson como John Henry Moore
- Kathy Bates como Miriam Mead e Delphine LaLaurie

### Convidados especiais
- Frances Conroy como Myrtle Snow e Moira O'Hara
- Lily Rabe como Misty Day
- Stevie Nicks como ela mesma
- Dylan McDermott como Dr. Ben Harmon
- Connie Britton como Vivien Harmon
- Jessica Lange como Constance Langdon
- Angela Bassett como Marie Laveau

### Recorrente
- Billy Eichner como Brock e Mutt Nutter
- Kyle Allen como Timothy Campbell
- Ash Santos como Emily
- Erika Ervin como Punho
- Jeffrey Bowyer-Chapman como Andre Stevens
- Joan Collins como Evie Gallant e Bubbles McGee
- Taissa Farmiga como Zoe Benson e Violet Harmon
- Gabourey Sidibe como Queenie
- Jon Jon Briones como Ariel Augustus
- Billy Porter como Behold Chablis
- BD Wong como Baldwin Pennypacker
- Carlo Rota como Anton LaVey

### Convidado
- Dina Meyer como Nora Campbell
- Travis Schuldt como Sr. Campbell
- John Getz como Sr. St. Pierre Vanderbilt
- Troy Winbush como Apresentador
- Chad James Buchanan como Stu
- Sean Blakemore como Agente da Cooperativa #1
- Lesley Fera como Agente da Cooperativa #2
- James MacDonald como Canibal
- Brendan McCarthy como Detetive Monroe
- Wayne Pére como Sr. Kingery
- Naomi Grossman como Samantha Crowe
- Mena Suvari como Elizabeth Short
- John Duerler como Corretor de Imóveis
- Lance Reddick como Papa Legba
- Jamie Brewer como Nan
- Lauren Stamile como Esposa
- Tom Fitzpatrick como Avô
- Sandra Bernhard como Hannah
- Harriet Sansom Harris como Madelyn
- Dominic Burgess como Phil
- Mark Ivanir como Nikolai Alexandrovich
- Emilia Ares como Anastasia
- Yevgeniy Kartashov como Yurovsky

## Episódios
| N.º na série | N.º na temp. | Título                                                       | Dirigido por          | Escrito por                | Exibição original      | Audiência (milhões) |
| --- | ------------ | ------------------------------------------------------------ | --------------------- | -------------------------- | ---------------------- | ------------------- |
| 85 | 1            | "The End" "(O Fim)"                                          | Bradley Buecker       | Ryan Murphy & Brad Falchuk | 12 de setembro de 2018 | 3.08                |
| Em um futuro próximo, mísseis nucleares destroem o mundo e iniciam um inverno nuclear. Graças ao avião particular de sua família, Coco St. Pierre Vanderbilt consegue fugir da destruição de Los Angeles com sua assistente, Mallory, seu cabeleireiro, Sr. Gallant, e a avó dele, Evie. Enquanto isso, uma organização conhecida como "A Cooperativa", seleciona jovens adultos para serem salvos do apocalipse, com base em suas composições genéticas. Dois dos selecionados, Timothy e Emily, são enviados para o Posto 3, uma base subterrânea liderada pela Sra. Wilhemina Venable. Lá, eles se juntam a outros sobreviventes, incluindo Coco, Mallory, Sr. Gallant e Evie. A vida no Posto contém regras rigorosas e punições severas. Dezoito meses se passam e a situação e os suprimentos alimentares estão em estado crítico no Posto. Um homem da Cooperativa, Michael Langdon, chega e anuncia que julgará quem merece ser verdadeiramente salvo. |              |                                                              |                       |                            |                        |                     |
| 86 | 2            | "The Morning After" "(A Manhã Seguinte)"                     | Jennifer Lynch        | James Wong                 | 19 de setembro de 2018 | 2.21                |
| Langdon se apresenta aos convidados do Posto 3 e explica seu dever. Ele examina o Sr. Gallant e lhe pergunta sobre sua orientação sexual e seu ódio contra sua avó. Mais tarde, o Homem de Borracha se aproxima de Gallant em seu quarto e Evie os flagra fazendo sexo. Ela informa a insubordinação para a Sra. Mead. Timothy e Emily descobrem e-mails recentes da Cooperativa detalhando as infrações de Venable contra o protocolo adequado do Posto. Gallant se recusa a revelar a identidade do Homem de Borracha para Venable. Gallant diz para Langdon que não revelou sua identidade e Langdon afirma que não é o Homem de Borracha e que nunca faria sexo com ele. Timothy e Emily ignoram as regras do Posto 3 e fazem sexo pela primeira vez. O Homem de Borracha tenta seduzir Gallant mais uma vez e Gallant o perfura com uma tesoura. Langdon aparece e Gallant se vê olhando para o corpo ensanguentado de sua avó. Timothy e Emily são pegos na cama e são condenados à morte. Timothy atira no estômago de Mead e sua ferida revela uma fiação interna e um líquido branco. |              |                                                              |                       |                            |                        |                     |
| 87 | 3            | "Forbidden Fruit" "(O Fruto Proibido)"                       | Loni Peristere        | Manny Coto                 | 26 de setembro de 2018 | 1.95                |
| Langdon revela sua verdadeira forma demoníaca para Mallory e ela faz fogo sair violentamente de uma lareira. Venable diz para Mead que não foi escolhida para ir para o Santuário, e Mead sugere que elas matem todos. Brock caminha por um terreno baldio nuclear e mata uma tribo canibal. Então, ele vê uma carruagem puxada por cavalos passando pelo local. A carruagem entrega maçãs no Posto 3 e Venable resolve injetá-las com veneno. Brock se infiltra no Posto 3 e comparece ao baile de máscaras de Halloween de Venable. Coco, presumindo que Brock fosse Langdon fantasiado, o seduz até seu quarto. Então, Brock se revela para Coco e a esfaqueia na testa. Os hóspedes do Posto 3 ganham maçãs envenenadas. Venable instrui todos a esperarem para comerem ao mesmo tempo. Os hóspedes obedecem e simultaneamente morrem envenenados. Venable e Mead confrontam Langdon e Venable declara que elas farão as escolhas. Mead atira em Venable sob o comando de Langdon. Langdon diz para Mead que ela foi modelada com base em uma babá de sua infância, o que a conforta. Mais tarde, Cordelia Goode, Madison Montgomery e Myrtle Snow chegam no Posto 3 e Cordelia ressuscita Mallory, Dinah e Coco. |              |                                                              |                       |                            |                        |                     |
| 88 | 4            | "Could It Be... Satan?" "(Seria o... Satanás?)"              | Sheree Folkson        | Tim Minear                 | 3 de outubro de 2018   | 2.02                |
| Três anos antes da explosão nuclear, a Escola Hawthorne para Jovens Excepcionais procura por Michael Langdon, que foi preso por matar um homem que insultou a mulher a quem Mead foi modelada. Ele é posto à prova e exibe tremendas habilidades. A Academia Miss Robichaux é convocada para uma reunião e Cordelia zomba da suspeita do Grão-Chanceler de que Michael possa ser o primeiro homem Supremo, conhecido como "Alfa". Para provar seu poder, Michael salva Queenie da condenação eterna no Hotel Cortez e busca Madison de seu inferno pessoal. |              |                                                              |                       |                            |                        |                     |
| 89 | 5            | "Boy Wonder" "(O Garoto Excepcional)"                        | Gwyneth Horder-Payton | John J. Gray               | 10 de outubro de 2018  | 2.12                |
| Cordelia tem uma visão assustadora da Academia Miss Robichaux destruída e sendo atacada por pessoas doentes. Mais tarde, ela anuncia que Langdon fará o teste das Sete Maravilhas, algo pelo qual ela é repreendida por Myrtle. As habilidades de Mallory se intensificam rapidamente e Cordelia revela que está morrendo e lentamente começa a perder sua Supremacia. John Henry Moore descobre o verdadeiro eu de Langdon, mas Mead interfere antes que ele possa avisar alguém e o mata. Durante o teste, Cordelia pede para Langdon trazer Misty Day de volta à vida, então ele a tira de seu inferno pessoal. É revelado que Cordelia esteve planejando um exército contra Langdon e o usou para ressuscitar suas alunas. Mais tarde, Cordelia pede para Madison e Behold, que está desconfiado, investigarem as origens de Langdon na Casa dos Assassinatos. |              |                                                              |                       |                            |                        |                     |
| 90 | 6            | "Return to Murder House" "(Retorno à Casa dos Assassinatos)" | Sarah Paulson         | Crystal Liu                | 17 de outubro de 2018  | 2.01                |
| Madison e Behold compram a Casa dos Assassinatos em nome do Clã, sob o pretexto de que eles são um casal. Eles lançam um feitiço para forçar os espíritos da casa a aparecerem para eles. Eles encontram o fantasma de Constance Langdon, que concorda em fornecer informações sobre seu neto, Michael, se eles banirem sua velha inimiga, Moira O'Hara, da casa. Madison e Behold desenterram os ossos de Moira e os enterram com os de sua mãe; então, Moira é libertada da casa. Constance diz para eles que sentiu um mal em Michael desde muito cedo. Em sua adolescência, ele começou a matar animais e, mais tarde, sua babá. Depois que Michael envelhece dez anos da noite para o dia, Constance pede a ajuda de um padre católico, a quem Michael mata. Constance, sem esperanças, comete suicídio na Casa dos Assassinatos, onde se reúne com Tate, Beauregard e sua quarta filha, uma garotinha sem olhos. Então, Madison e Behold entrevistam Ben e Vivien Harmon, que revelam ainda mais o mal na alma de Michael. Vivien diz para eles que o pai de Michael não é Ben e nem Tate, e sim o mal da Casa dos Assassinatos. Antes de ir embora com Behold, Madison faz com que Tate e Violet se reconciliem. |              |                                                              |                       |                            |                        |                     |
| 91 | 7            | "Traitor" "(Traidor)"                                        | Jennifer Lynch        | Adam Penn                  | 24 de outubro de 2018  | 1.85                |
| Com a ajuda da rainha do vodu, Dinah Stevens, Cordelia organiza uma reunião com Papa Legba em uma tentativa de impedir os planos de Langdon. Lebá revela que possui a alma de Nan e concorda em ajudar a prender Langdon sob a condição de que Cordelia lhe dê as almas das garotas restantes. Cordelia se recusa e Lebá desaparece. A fim de aprender mais sobre os bruxos e seus planos, Madison conta com a ajuda da amiga de longa data de Myrtle, a atriz bruxa Bubbles McGee, que se especializou em ler os pensamentos e almas dos outros. Em um jantar realizado por Myrtle, Bubbles descobre que Ariel e Baldwin sabem da morte de John Henry, e que eles estão planejando matar as mulheres do clã. Zoe suspeita que Mallory seja a verdadeira próxima Suprema depois que ela salva Coco de uma asfixia e conta para Cordelia. Mais tarde, Mallory passa no teste das Sete Maravilhas depois de ressuscitar John Henry com sucesso. Então, o clã captura Ariel, Baldwin e Mead, e os queima na fogueira por traição. |              |                                                              |                       |                            |                        |                     |
| 92 | 8            | "Sojourn" "(Estadia)"                                        | Bradley Buecker       | Josh Green                 | 31 de outubro de 2018  | 1.63                |
| Depois de desmoronar sob os restos carbonizados de Mead, Langdon é confrontado por Cordelia, que lhe informa que a alma de Mead está escondida por um feitiço. Langdon, incapaz de trazê-la de volta, foge para a floresta em busca de orientação de Satanás. Sem sucesso, Langdon continua forte, mas confuso, e é levado a uma obscura igreja satânica na cidade. Na igreja, ele conhece Madelyn, que o leva para sua casa e lhe oferece comida. Em sua casa, Madelyn diz para Langdon que garantiu tudo na vida ao vender sua alma. Langdon revela que é o Anticristo e Madelyn o leva de volta à igreja, onde a congregação se ajoelha aos seus pés em adoração. Langdon diz para seus seguidores que não tem ambição ou plano agora que Mead está morta, apesar da disposição deles em ajudar a causar o fim dos tempos. Madelyn leva Langdon até uma corporação de robótica, dirigida pelos engenheiros Mutt e Jeff, que venderam suas almas da mesma forma que os outros satanistas. É revelado que a Sra. Venable trabalhou na corporação antes da explosão nuclear, e que Mutt e Jeff foram responsáveis por recriar o andróide de Mead. |              |                                                              |                       |                            |                        |                     |
| 93 | 9            | "Fire and Reign" "(Fogo e Reinado)"                          | Jennifer Arnold       | Asha Michelle Wilson       | 7 de novembro de 2018  | 1.65                |
| Dinah ajuda Langdon e Mead a se infiltrarem no Clã e, por sua vez, Satanás lhe dá treze episódios de seu talk show. Mead mata a maioria das bruxas, incluindo Queenie, Bubbles e Zoe. Cordelia, incapaz de ressuscitá-las, é informada por Madison de que suas almas foram apagadas da existência. As garotas restantes se refugiam na cabana do pântano de Misty, onde Myrtle lhes conta sobre um antigo feitiço que nenhuma bruxa jamais conseguiu lançar. Este feitiço pode desfazer eventos passados. Myrtle pede para Mallory viajar para a Rússia em 1918, e salvar a grã-duquesa Anastásia Nikolaevna, uma bruxa secreta, de seu assassinato. A tentativa de Mallory de salvar Anastásia dá errado, apesar de Myrtle perceber que ela é a primeira bruxa a conseguir viajar com sucesso no tempo. Por causa do quase sucesso de Mallory, Cordelia considera sua própria morte para que Mallory possa se tornar a nova Suprema, mas Myrtle a desencoraja. Mutt e Jeff, que estiveram controlando Mead o tempo todo, se encontram com Langdon e informam que a Cooperativa é a antiga Ordem dos Illuminati, uma organização formada por elites mundiais que venderam suas almas ao Satanás. Langdon se encontra com os Illuminati, informando-os sobre os Postos e começa a planejar o fim dos tempos.                         |              |                                                              |                       |                            |                        |                     |
| 94 | 10           | "Apocalypse Then" "(O Apocalipse Antes)"                     | Bradley Buecker       | Ryan Murphy & Brad Falchuk | 14 de novembro de 2018 | 1.83                |
| Depois de descobrirem o plano de Langdon para os Postos, o Clã decide esconder Coco e Mallory no Posto 3, dando-lhes novas identidades e garantindo que elas sobrevivam ao apocalipse enquanto os poderes de Mallory estão crescendo. Após descobrirem o envolvimento de Dinah com Langdon, Cordelia, Myrtle e Madison se enterram na lama do pântano para sobreviver à explosão nuclear. Nos dias atuais, o Clã enfrenta Langdon. Quando Dinah promete fidelidade ao Anticristo, Marie Laveau, recém-regenerada, a mata por sua traição. Então, Cordelia destrói Mead enquanto Madison atira em Langdon para ganhar tempo para Mallory lançar o feitiço de viagem no tempo. Enquanto Langdon mata Madison, Marie e Coco, Mallory é esfaqueada por Brock, o que faz com que Cordelia se sacrifique para permitir a ascensão de Mallory como a nova Suprema. Mallory lança o feitiço e retorna para 2015, onde atropela Langdon, ainda jovem, várias vezes, matando-o e impedindo os eventos futuros. Mais tarde, Mallory volta para a Academia Miss Robichaux, salvando Queenie e Misty de seus destinos anteriores. Enquanto isso, Timothy e Emily se conhecem no novo presente e, anos depois, têm um filho juntos, que mais tarde mata sua babá. Anton LaVey, Samantha Crowe e Mead os visitam, alegando que vieram para ajudar. |              |                                                              |                       |                            |                        |                     |

## Produção

### Desenvolvimento
Em 12 de janeiro de 2017, a série foi renovada para uma oitava temporada, que estreou em 12 de setembro de 2018. Em outubro de 2016, o co-criador da série, Ryan Murphy, anunciou uma temporada "crossover" entre as temporadas anteriores, Murder House e Coven. Em janeiro de 2018, ele afirmou que a nona temporada provavelmente apresentaria o crossover; no entanto, em junho de 2018, ele anunciou que a oitava temporada foi a escolhida. também afirmou que a oitava temporada se passaria 18 meses no futuro, e apresentaria um tom de Asylum e Coven.
Em 19 de julho de 2018, foi anunciado na San Diego Comic-Con que o título da temporada seria Apocalypse.
Em abril de 2018, foi revelado que a veterana da série, Sarah Paulson, faria sua estreia na direção em um episódio da temporada. Mais tarde, foi revelado que Paulson dirigiria o sexto episódio.
Como nas temporadas anteriores, vários teasers foram lançados. Em 4 de setembro de 2018, um pequeno trailer foi lançado, seguido por um trailer mais longo no dia seguinte.

### Escolha de elenco
Em 1 de outubro de 2017, foi anunciado que Sarah Paulson, retornaria para a oitava temporada e retrataria uma mulher usando aparelhos dentários. Em 20 de março de 2018, foi anunciado que Kathy Bates e Evan Peters iria voltar,e liderariam a temporada com Paulson. Em 4 de abril de 2018, foi anunciado que a atriz Britânica Joan Collins havia se juntado ao elenco como a avó do personagem de Evan Peters. Alguns dos atores de Cult, como Adina Porter, Cheyenne Jackson, Billy Eichner e Leslie Grossman, também foram confirmados para retornar. Em 18 de maio de 2018, foi anunciado que a atriz Billie Lourd retornaria para a oitava temporada.
Em 17 de junho de 2018, Emma Roberts revelou que retornaria para a oitava temporada e reprisaria seu papel como Madison Montgomery, de Coven. Neste mesmo mês, Ryan Murphy revelou que outras bruxas de Coven haviam sido convidadas para retornar, e também afirmou que pediu para Anjelica Huston se juntar ao elenco, enquanto Paulson confirmou que reprisaria seu papel de Coven, Cordelia Goode. Em julho de 2018, foi relatado que Jeffrey Bowyer-Chapman e Kyle Allen seriam convidados a participar da temporada. Em 26 de julho de 2018, Murphy revelou através de sua conta no Twitter que Cody Fern, ex-integrante do elenco de American Crime Story, se juntaria ao elenco como Michael Langdon na fase adulta, o Anticristo nascido durante os eventos de Murder House.
Em agosto de 2018, o ex-integrante do elenco de Pose, Billy Porter, anunciou através de seu Instagram que apareceria na temporada. Mais tarde, durante a turnê de imprensa da Television Critics Association, foi anunciado que Jessica Lange apareceria no sexto episódio da temporada como sua personagem em Murder House, Constance Langdon. Depois que a FX lançou o primeiro teaser da temporada, a atriz Lesley Fera revelou através de seu Twitter que apareceria no primeiro episódio da temporada. Mais tarde, Ryan Murphy confirmou através de seu Twitter que Taissa Farmiga, Gabourey Sidibe, Lily Rabe, Frances Conroy e Stevie Nicks apareceriam durante a temporada, e que todas elas reprisariam os papéis que interpretaram em Coven. No mesmo mês, Angela Bassett, que apareceu em quatro temporadas anteriores, confirmou que não apareceria na temporada; no entanto, mais tarde, Angela Bassett apareceu na temporada, interpretando Marie Laveau, o papel que interpretou em Coven. Mais tarde, Finn Wittrock, que apareceu em três temporadas anteriores, confirmou que não apareceria em Apocalypse. No mesmo dia, foi anunciado que os membros do elenco original, Connie Britton e Dylan McDermott, retornariam para a temporada, e mais tarde, Ryan Murphy confirmou que eles reprisariam seus papéis de Murder House, Vivien Harmon e Ben Harmon, respectivamente. Mais tarde, Ryan Murphy revelou que Evan Peters e Taissa Farmiga reprisariam seus papéis de Murder House, Tate Langdon e Violet Harmon, respectivamente.
Em setembro de 2018, o trailer oficial da temporada revelou que Erika Ervin retornaria para Apocalypse após ter um papel recorrente em Freak Show. Também foi anunciado que a atriz Ash Santos apareceria na temporada.

### Filmagens
Em abril de 2018, Ryan Murphy revelou que as filmagens da temporada começariam em junho de 2018.